# Orthotomus nigriceps
El sastrecillo cabecinegro (Orthotomus nigriceps) es una especie de ave paseriforme de la familia Cisticolidae endémica del sur de Filipinas.

## Distribución y hábitat
Se encuentra únicamente en el este de la isla de Mindanao. Su hábitat natural son los bosques húmedos tropicales de tierras bajas.